# 5-Aminopentan-1-ol
Le 5-aminopentan-1-ol est un alcool aminé entrant dans la synthèse des manzamines, molécules présentant une activité antitumorale.
Le 5-amino-1-pentanol subit une cyclocondensation intramoléculaire facilement en présence de pipéridine et de méthyl ou éthylpiperidine dans du méthanol ou de l'éthanol et avec un catalyseur zéolithe,.